# Anton Julius Friedrich Rosenbach
Anton Julius Friedrich Rosenbach est un médecin et un bactériologiste allemand, né le 16 décembre 1842 à Grohnde et mort à Göttingen le 6 décembre 1923.
Il étudie à Heidelberg, à Göttingen, à Vienne et à Paris. Il enseigne la chirurgie à l’université de Göttingen. Il s’intéresse notamment aux bactéries liées à certaines maladies comme le tétanos.

## Biographie
Il naquit le 16 décembre 1842 à Grohnde a. d. Weser et était le fils de Bernard Rosenbach, juge de première instance. Il appartenait à une famille instruite originaire de la Basse-Saxe du Sud et dont l'ancêtre, Johann Philipp Rosenbach, avait été pasteur à Grone pendant la Guerre de Trente ans. En douze générations, seize médecins sont nés dans cette famille.
À partir de 1863 Friedrich Julius Rosenbach étudia les sciences naturelles à Heidelberg puis à Göttingen auprès du chimiste Friedrich Wöhler. Finalement, il se tourna vers la médecine. En 1867 la faculté de médecine de Göttingen lui conféra le grade de docteur en médecine pour son travail expérimental Recherches sur certains changements pathologiques après l'injection sous-cutanée de chlorure de mercure. En 1868 il obtint l'autorisation d'exercer et se tourna ensuite vers l'Anatonomie et la bactériologie pathologiques. Il participa à la Guerre franco-allemande de 1870/71 comme volontaire en qualité de médecin. Il passa à Göttingen un doctorat d'État : Études sur l'influence de l'acide carbolique pour empêcher les infections pyamiques et putrides. En 1873 il reçut son habilitation (Venia legendi) pour la chirurgie.
Par la suite, il prit en charge comme professeur extraordinaire la direction de la policlinique chirurgicale universitaire à Göttingen et reçut la mission d'enseigner la chirurgie générale et l'apprentissage des opérations chirurgicales. Il reçut le titre de conseiller aux affaires médicales et, en 1920, il fut nommé professeur honoraire par la faculté de médecine de Göttingen.
Sur le plan scientifique il s'occupa surtout d'étudier l'infection des plaies chirurgicale et la pratique de la chirurgie. La monographie qu'il fit paraître en 1884 est considérée comme son œuvre maîtresse ; elle a pour titre 'Les microorganismes dans les maladies infectieuses issues de plaies de l'individu.
Le 12 mai 1877 il épousa Franziska Merkel, petite-fille du chimiste Friedrich Wöhler.
Le conseil municipal de la ville de Göttingen a décidé le 8 septembre 1967 d'appeler en son honneur Rosenbachweg une petite voie dans le quartier de Weende. On y trouve actuellement un important foyer universitaire.